# Trochalopteron imbricatum
Trochalopteron imbricatum е вид птица от семейство Leiothrichidae.

## Разпространение
Видът е разпространен в Бутан, Индия и Китай.